# Іж Планета-5

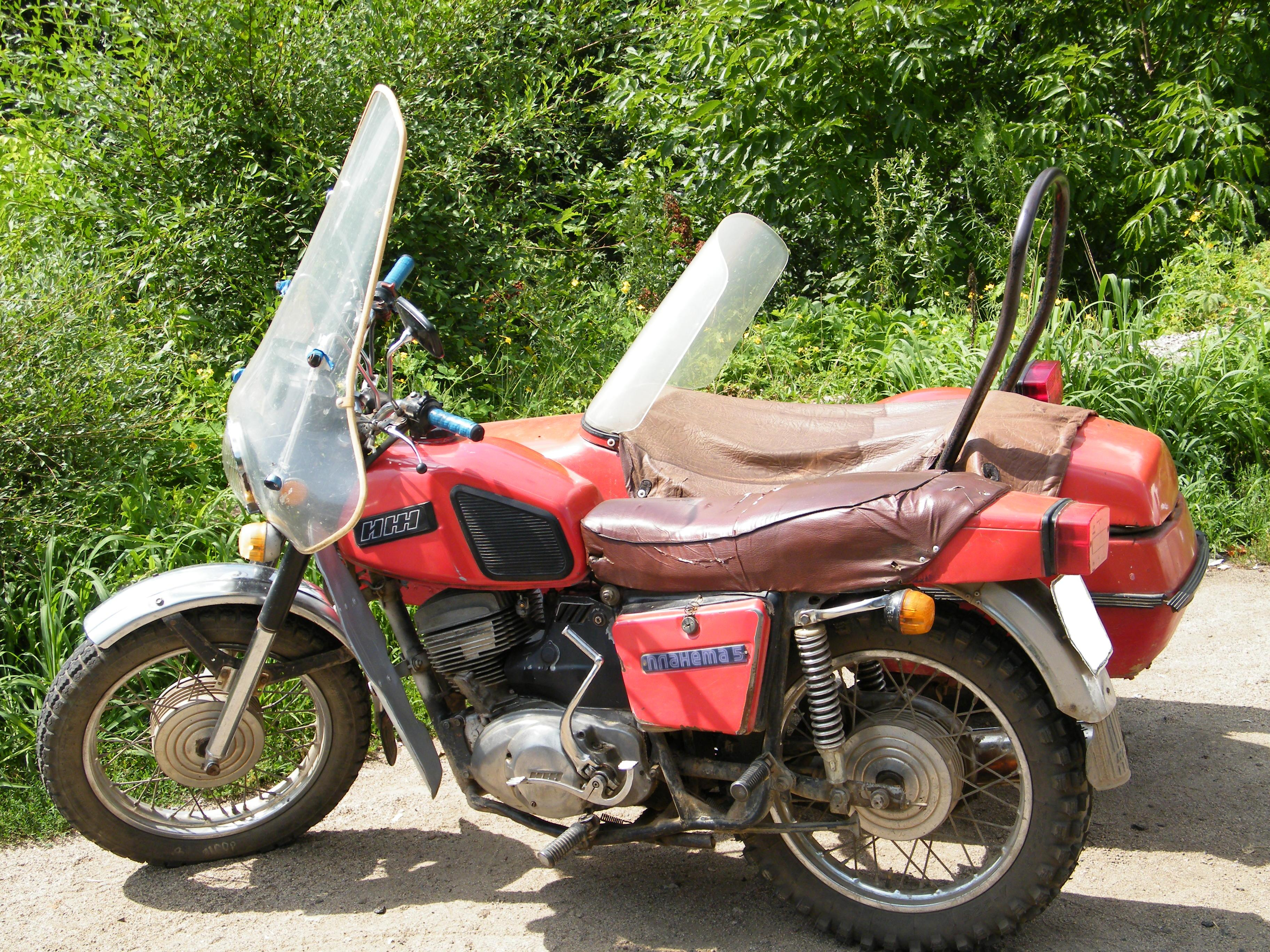
Іж Планета-5

«ІЖ Планета-5» (ІЖ 7.107) — це дорожній мотоцикл середнього класу, призначений для їзди по дорогах з різним типом покриття. Випускався Іжевським машинобудівним заводом з 1987 по 2008 рік.
Двигун встановлений на дані моделі володіє високою тягою на малих обертах, в порівнянні з тим же «Юпітером», у якого крива крутного моменту має підйом при більш високих оборотах колінчастого вала. До мотоциклу можливе приєднання бічного вантажного або пасажирського причепа, або універсального вантажного модуля. Також на нього можна додатково встановлювати багажник і колінні щитки.
Для зниження зусилля вимикання зчеплення на мотоциклі використовується багатодискова (7 пар) муфта зчеплення з посиленими шліцами провідних дисків і кулачковим механізмом виключення зчеплення. Віброгасники ребер циліндра разом з очисником повітря збільшеного об'єму призначені для зниження рівня шуму вироблюваного мотоциклом. Для переднього колеса моделі 7.107-016 з двома глушниками, встановлювалася гідропневматична підвіска з дисковим гальмом і поліпшеною плавністю ходу.

## Модифікації
Модель «Іж Планета-5»
- ІЖ 7.107 — базова модель мотоцикла «Іж Планета-5»
- ІЖ 7.107Л — комплектація «Люкс». Обладнаний обтічником, колінними щитками і багажником.
- ІЖ 7.108 — «Іж Планета-5К» з боковим причепом ВМЗ-9.203. Суха маса мотоцикла складає 253 кг, максимальна швидкість — 80 км / год. Для експлуатації з причепом в ланцюгової передачі мотоцикла встановлюється провідна зірочка на 15 зубів. Бічний причіп може комплектуватися верхнім знімним тентом.
- ІЖ 7.108Т — «Іж Планета-5К» в комплектації «Турист». Укомплектований запасним колесом 3,75х18 підвищеної прохідності з збільшеними ґрунтозацепами.

Примітка. Установка бокового причепа на мотоцикл з литим переднім колесом — не допускається.
 «Іж Планета-5-01»
- ІЖ 7.107-010-01 — базова модель «Іж Планета-5-01»
- ІЖ 7.107-012-01 — модель з двигуном з двухтрубной системою випуску і Двомуфтовий барабанним гальмом переднього колеса
- ІЖ 7.107-016 — «Іж Планета-5-01» з двухтрубной системою випуску, гідропневматичною підвіскою переднього колеса і переднім дисковим гальмом
- ІЖ 7.107-020-01 — модель з двигуном з роздільною системою змащення, чотириступінчастою коробкою передач, підвіскою переднього колеса з пневмо-регулюванням, переднім дисковим гальмом, спіцованние колесами, електроустаткуванням з генератором на постійних магнітах і безконтактної незалежної від акумуляторної батареї системою запалювання, пружинно-гідравлічним амортизатором з пружиною відбою підвіски заднього колеса, приводом гальма заднього колеса зі зміненою кінематикою.
- ІЖ 7.107Л-020-01 — з напівобтічник, колінними щитками і багажником.
- ІЖ 7.107-025-01 — з литими колесами
- ІЖ 7.107Л-025-01 — з литими колесами, напівобтічник, колінними щитками і багажником
- ІЖ 7.107-030-01 — з Двомуфтовий барабанним гальмом переднього колеса
- ІЖ 7.107-040-01 — зі спільною системою змащення двигуна і Двомуфтовий барабанним гальмом переднього колеса

Допускається експлуатація мотоцикла «Іж Планета-5-01» з бічними причепами ВМЗ 9.203, ІЖ 9.204 і їх модифікаціями або з вантажним модулем ІЖ 9.604Гр.